# Sauto (Pirenéus Orientais)
Sauto (em catalão:  Sautó) é uma comuna francesa na região administrativa da Occitânia, no departamento dos Pirenéus Orientais. Estende-se por uma área de 8.43 km², e possui 91 habitantes, segundo o censo de 2018, com uma densidade de 11 hab/km².